# Resolució 1667 del Consell de Seguretat de les Nacions Unides
La Resolució 1667 del Consell de Seguretat de les Nacions Unides fou adoptada per unanimitat el 31 de març de 2006. Després de recordar totes les resolucions anteriors sobre les situacions a Libèria i la subregió, en particular les resolucions 1626 (2005) i 1638 (2005), el Consell va ampliar el mandat de la Missió de les Nacions Unides a Libèria (UNMIL) fins al 30 de setembre de 2006.

## Resolució

### Observacions
El Consell de Seguretat va reconèixer el paper important que jugaven la Comunitat Econòmica dels Estats de l'Àfrica Occidental (ECOWAS) i la Unió Africana (UA) en el procés liberià, a més de la de la comunitat internacional. Va donar la benvinguda a la proclamació d'Ellen Johnson Sirleaf com a President de Libèria i a la instal·lació del seu nou govern recentment elegit i va reconèixer l'existència de reptes pendents al país.
Mentrestant, els membres del Consell van donar la benvinguda a la transferència de l'ex president Charles Ghankay Taylor al Tribunal Especial per a Sierra Leone.

### Actes
Actuant sota el Capítol VII de la Carta de les Nacions Unides, el Consell va ampliar el mandat de la UNMIL i l'augment temporal de la mida del seu personal. Va reafirmar la seva intenció d'autoritzar al Secretari General de les Nacions Unides Kofi Annan a redistribuir les tropes entre la UNMIL i l'Operació de les Nacions Unides a Costa d'Ivori (UNOCI) de forma temporal de conformitat amb Resolució 1609 (2005). En aquest context, es realitzaria una revisió de les tasques i els nivells de tropes de la UNOCI amb una decisió sobre el seu possible reforç.
Finalment, es va demanar al Secretari General que presentés els seus plans sobre la retirada de la UNMIL al Consell de Seguretat.